# Vieux-Viel

Kerk

Vieux-Viel is een gemeente in het Franse departement Ille-et-Vilaine (regio Bretagne) en telt 275 inwoners (1999). De plaats maakt deel uit van het arrondissement Saint-Malo.

## Geografie
De oppervlakte van Vieux-Viel bedraagt 8,7 km², de bevolkingsdichtheid is 31,6 inwoners per km².
De onderstaande kaart toont de ligging van Vieux-Viel met de belangrijkste infrastructuur en aangrenzende gemeenten.

## Demografie
Onderstaande figuur toont het verloop van het inwonertal (bron: INSEE-tellingen).

1. ↑  Populations de référence 2022.